# 차명남
차명남(車明南, ?~)은 조선민주주의인민공화국의 법조인이다. 최고인민회의 법제위원회 위원, 조선로동당 중앙위원회 위원, 중앙재판소장 등을 역임했다.